# Hypsipetes catarmanensis
Hypsipetes catarmanensis (оливник камігуїнський) — вид горобцеподібних птахів родини бюльбюлевих (Pycnonotidae). Ендемік Філіппін. Раніше вважався підвидом жовтуватого оливника, однак був визнаний окремим видом в 2021 році.

## Поширення і екологія
Камігуїнські оливники є ендеміками острова Каміґуїн. Вони живуть в рівнинних тропічних лісах на висоті від 150 до 1700 м над рівнем моря.

## Збереження
Через обмежений ареал і невелику популяцію (від 1000 до 2500 птахів за оцінками дослідників) МСОП класифікує стан збереження цього виду як близький до загрозливого. Однак загрози знищенню природного середовища не спостерігається, а популяційний тренд є стабільним.